# Stadsschouwburg (Amsterdam)

Il teatro municipale, (in olandese Stadsschouwburg) è un teatro in stile neorinascimentale che si trova nel Leidseplein di Amsterdam. L'edificio risale al 1894 ed è l'antica sede del De Nationale Opera.

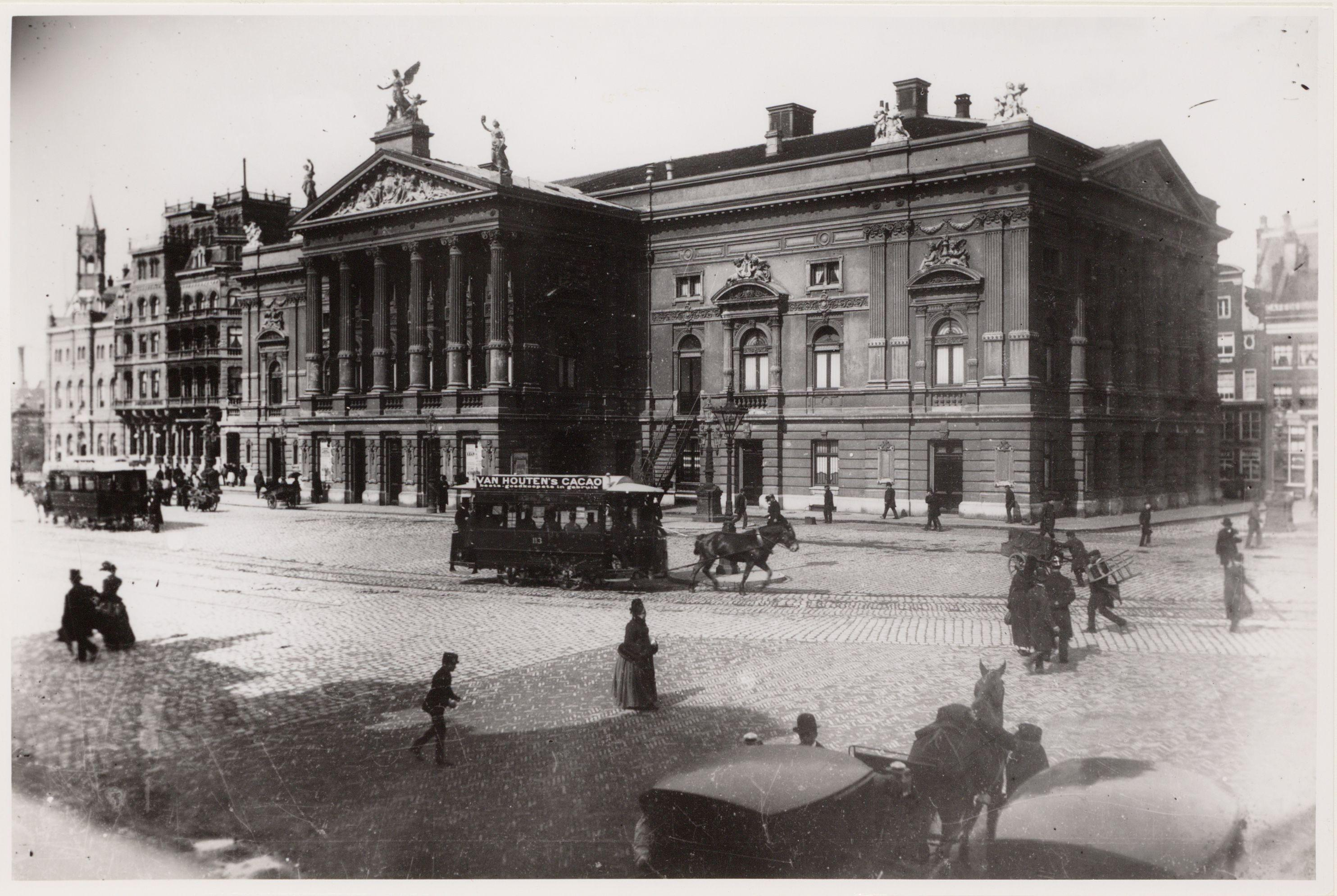
L'edificio originale nel 1874

## Storia
I primi rederijkers (oratori olandesi) comparvero ad Amsterdam alla fine del XV secolo e nel XVI secolo si organizzarono in rederijkerskamers, che possono essere paragonati a delle compagnie teatrali. Al tempo non c'erano edifici teatrali permanenti ad Amsterdam e le compagnie si esibivano su palchi temporanei o in spazi pubblici.
Nel 1617 i drammaturghi Samuel Coster e Gerbrand Adriaenszoon Bredero fondarono la prima accademia olandese in un edificio in legno presso il Keizersgracht che venne poi sostituito nel 1664 da un edificio più grande secondo l'architettura barocca dell'epoca.
Il 7 maggio 1772 l'edificio prese fuoco durante uno spettacolo uccidendo 18 persone e distruggendo 22 case nei dintorni e il teatro cittadino si trasferì al Leidseplein dove venne inaugurato il 13 settembre 1789 con la prima della tragedia Jacob Simonszoon de Ryk di Lucretia Wilhelmina van Merken.
L'edificio aveva una struttura in legno dietro una facciata in pietra e anche questo bruciò nel 1890 ed è stato poi ricostruito tra il 1892 e il 1894 su progetto di Jan Springer.
Nel 1982 il teatro è diventato un Rijksmonument e, dalla fine della seconda guerra mondiale fino all'apertura della Stopera nel 1986, è stata la sede della De Nationale Opera.

## Curiosità
Ogni volta che l'Ajax vince una partita importante, i giocatori sono soliti affacciarsi dai balconi del teatro della città per festeggiare con i tifosi.